# Rafał Witkowski (piłkarz)
Rafał Witkowski (ur. 17 lipca 1972 roku w Jaworznie) – polski piłkarz grający na pozycji obrońcy.

## Życiorys
Grał w Rozwoju Katowice, GKS-ie Katowice, Zagłębiu Sosnowiec, Ruchu Radzionków, Krisbucie Myszków, Dyskobolii Grodzisk Wielkopolski, Pogoni Szczecin, a także w Aluminium Konin.
W polskiej I lidze rozegrał 124 mecze (12 w GKS-ie, 32 w Zagłębiu, 71 w Dyskobolii, 9 w Pogoni) i zdobył 5 bramek (1 w Zagłębiu i 4 w Dyskobolii). W 1990 roku wywalczył z GKS'em puchar Polski.